# Werkstoffprüfung
Die Werkstoffprüfung umfasst verschiedene Prüfverfahren, mit denen das Verhalten und die Werkstoffkenngrößen normierter Werkstoffproben (Materialanalytik) oder fertiger Bauteile (Bauteilprüfung) unter mechanischen, thermischen oder chemischen Beanspruchungen ermittelt werden. Ein Werkstoff wird dabei z. B. hinsichtlich seiner Reinheit, Fehlerfreiheit oder Belastbarkeit überprüft.
Die gängigen Prüfverfahren werden aufgeteilt in zerstörende und zerstörungsfreie Werkstoffprüfungen; unter anderem ist die Zerstörungsfreie Prüfung im Bauwesen von besonderer Bedeutung.
Prüfungen zur Abschätzung der Lebensdauer von Produkten und Werkstoffen fallen in das Gebiet der Umweltsimulation.

## Geschichte

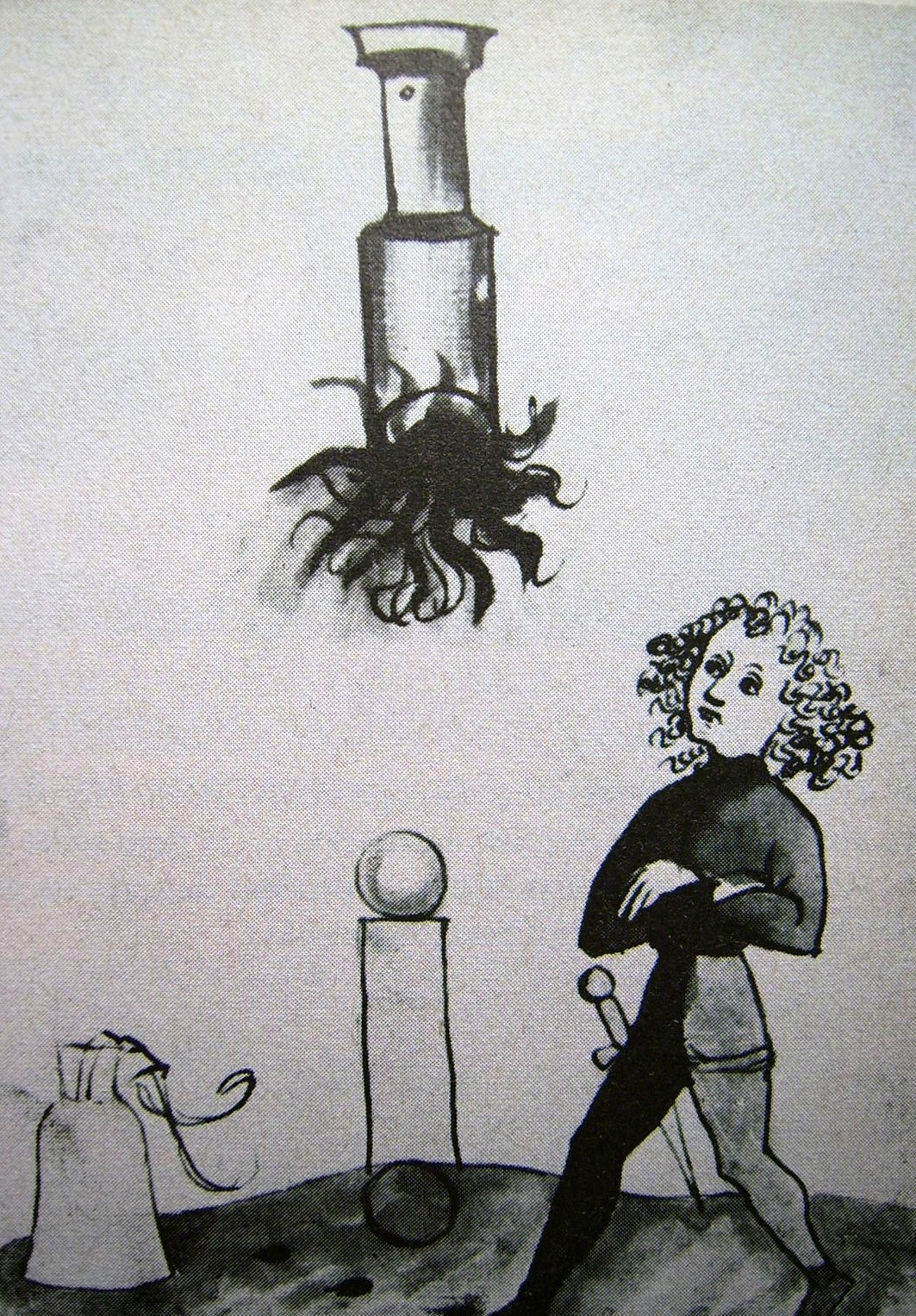
Geschützprüfung im 15. Jahrhundert

Die im Bild dargestellte Geschützprüfung zeigt eine sehr frühe und pragmatische Form der Werkstoffprüfung: Der Werkstoff wird am fertigen Produkt geprüft. Das zu prüfende Geschützrohr wurde über eine auf einem Pfahl liegende Kugel gestülpt – hatte das Rohr die Zündung der Pulverladung überstanden, konnte es weiter verwendet werden. In diesem Test musste eine Masse beschleunigt werden, die wesentlich größer war als die später zu beschleunigende Kugel.

## Zerstörende Werkstoffprüfung
Bei der zerstörenden Werkstoffprüfung werden gewählte chemische und physikalische Werkstoffkenngröße geprüft und die Probe hierbei zerstört oder (oberflächlich) verändert; das zu prüfende Bauteil kann danach nicht mehr genutzt werden.
Die wesentlichen Methoden dieser Prüfungsart sind:
| Verfahren                                              | Abkürzung | Dynamik                  | Prinzip                        | Interaktionsraum | Grundlage                                                                  |
| ------------------------------------------------------ | --------- | ------------------------ | ------------------------------ | ---------------- | -------------------------------------------------------------------------- |
| Aufschweißbiegeversuch                                 |           | dynamisch                | mechanisch                     | volumen          |                                                                            |
| Ausziehversuch                                         |           | dynamisch                | mechanisch                     | volumen          |                                                                            |
| Berstversuch                                           |           | dynamisch                | mechanisch                     | volumen          | zur Festigkeitsprüfung von Hochdruckbehältern, -kesseln und -rohrleitungen |
| Biegeversuch und Faltversuch von Blechen               |           | dynamisch                | mechanisch                     | volumen          |                                                                            |
| Blaubruchversuch                                       |           | dynamisch                | thermisch, mechanisch, optisch | volumen          | zur Prüfung von Stählen auf makroskopische, nichtmetallische Einschlüsse   |
| Bulgeversuch                                           |           | dynamisch                | mechanisch                     | volumen          |                                                                            |
| Dauerschwingversuch nach Wöhler                        |           | dynamisch                | mechanisch                     | volumen          |                                                                            |
| Kerbschlagbiegeversuch nach Charpy, Izod und Schlagzug |           | dynamisch                | mechanisch                     | volumen          |                                                                            |
| Scherversuch                                           |           | quasistatisch, dynamisch | mechanisch                     | volumen          |                                                                            |
| Split-Hopkinson Druckstab                              |           | dynamisch                | mechanisch                     | volumen          | zur Prüfung hoher Umformgeschwindigkeiten                                  |
| Tiefungsversuch nach Erichsen                          |           | dynamisch                | mechanisch                     | volumen          |                                                                            |
| Torsionsversuch                                        |           | dynamisch                | mechanisch                     | volumen          |                                                                            |
| Zeitstandversuch                                       |           | quasistatisch, dynamisch | mechanisch, thermisch          | volumen          |                                                                            |
| Zugversuch                                             |           | quasistatisch, dynamisch | mechanisch                     | volumen          |                                                                            |
| Druckversuch                                           |           | quasistatisch, dynamisch | mechanisch                     | volumen          |                                                                            |
| Thermische Analyse                                     |           | dynamisch                | thermisch                      | volumen          |                                                                            |
| Brennprobe                                             |           | dynamisch                | thermisch                      | volumen          |                                                                            |
| Differenz-Thermoanalyse                                |           | dynamisch                | thermisch                      | volumen          |                                                                            |
| Stirnabschreckversuch                                  |           | dynamisch                | thermisch                      | volumen          |                                                                            |
| Thermogravimetrische Analyse                           | TGA       | dynamisch                | thermisch                      | volumen          |                                                                            |
| Chromatographie                                        |           |                          | chemisch                       | volumen          |                                                                            |
| Gaschromatografie                                      | DGA       |                          | chemisch                       | volumen          |                                                                            |
| Titration                                              |           |                          | chemisch                       | volumen          |                                                                            |
| Kesternichtest                                         |           |                          | chemisch                       | oberfläche       |                                                                            |
| Salzsprühtest                                          |           |                          | chemisch                       | oberfläche       | ASTM B117, DIN EN ISO 9227                                                 |
| Nachweisreaktionen der Strukturaufklärung              |           |                          | chemisch                       | volumen          |                                                                            |
| Metallografie                                          |           | statisch                 | optisch, chemisch              | oberfläche       |                                                                            |
| Massenspektrometrie                                    | MS        | dynamisch                | physikalisch                   | oberfläche       |                                                                            |

## Bedingt zerstörungsfreie Werkstoffprüfung
Damit ein Bauteil bedingt zerstörungsfrei geprüft werden kann, muss es eine bestimmte Mindestgröße und dafür vorgesehene Oberflächen aufweisen. Soll das Innere eines Bauteils geprüft werden, so muss der zu prüfende Bereich erst ausgefräst werden, was nur mit Zerstörung des Bauteils einhergehen kann.
- Mechanisch:
  - Bohrwiderstandsmessung
  - Härteprüfung z. B. nach Vickers, Brinell, Rockwell, Shore, Knoop
- Physikalisch
  - Neutronenstreuung

## Zerstörungsfreie Werkstoffprüfung

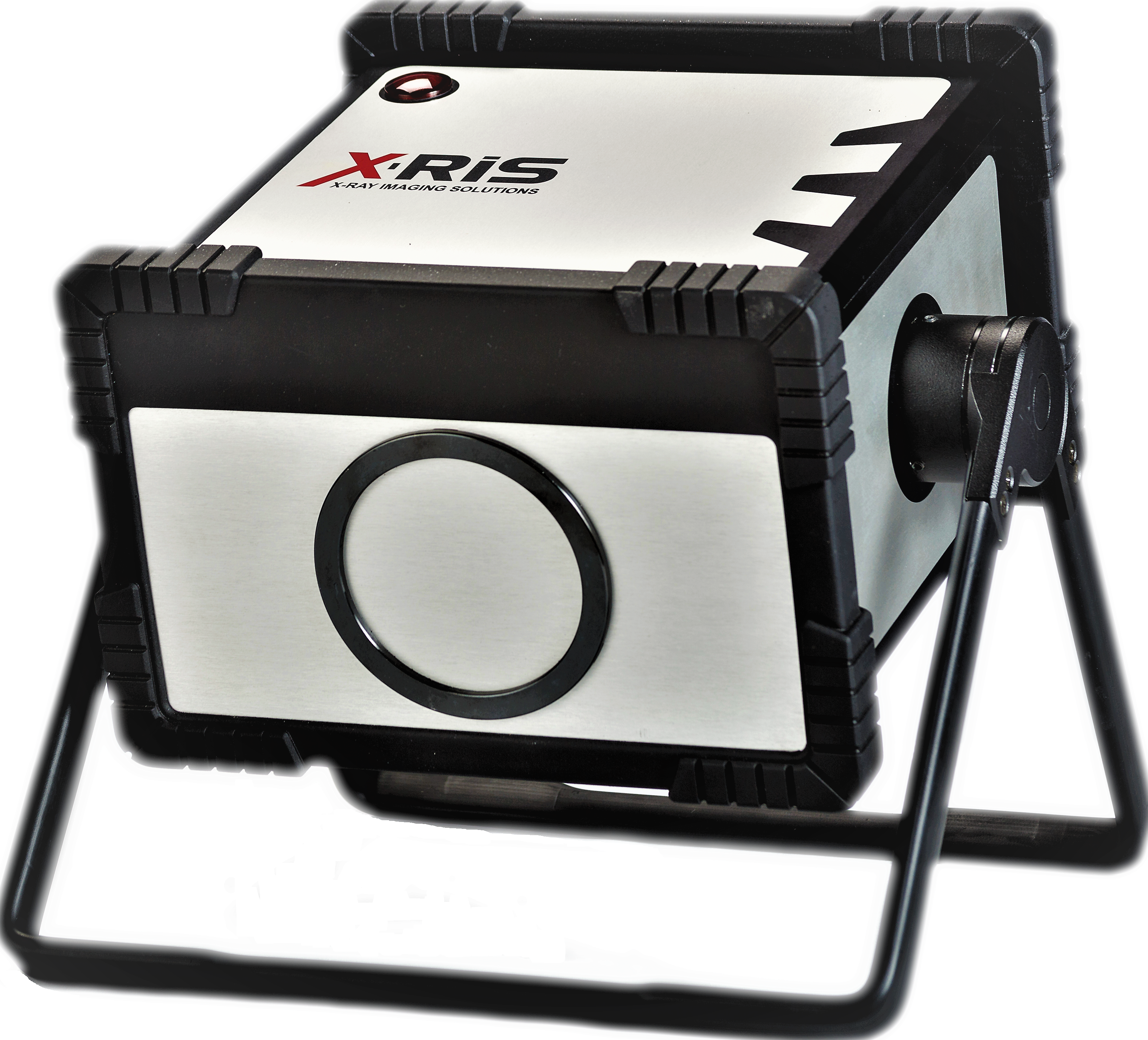
Tragbarer Röntgen-Apparat für Werkstoffprüfung.

Bei der zerstörungsfreien Werkstoffprüfung, kurz ZfP (EN 1330, engl. non-destructive testing/non-destructive inspection, kurz NDT bzw. NDI) wird die Qualität eines Werkstücks getestet, ohne das Material selbst zu beschädigen. Hierzu werden verschiedene physikalische Effekte ausgenutzt, die man in zwei Gruppen einteilt: Defektoskopie und Qualimetrie. Die dynamischen Prüfverfahren basieren auf der Reflexion von elastischen oder elektromagnetischen Wellen an einer Grenzfläche, die über den akustischen, bzw. den dielektrischen Impedanzkontrast definiert werden.
Unter den ersten zerstörungsfreien Werkstoffprüfungen waren wohl die Bestimmung der Dichte durch die Verdrängungsmethode nach Archimedes und die Sichtprüfung, d. h. das Betrachten eines Bauteiles auf äußerlich erkennbare Mängel. Am häufigsten werden aber darunter Prüfungen auf Bauteilfehler verstanden.
Die zerstörungsfreien Prüfverfahren lassen sich nach verschiedenen Gesichtspunkten sortieren. Die folgende Tabelle gibt einen Überblick über die gebräuchlichsten Verfahren im Maschinenbau, in der Luft- und Raumfahrttechnik und im Bauwesen. Es sind die gebräuchlichen Abkürzungen, bzw. die Abkürzungen nach ISO 9712 und EN 4179 angegeben. Die Dynamik gibt den Charakter der Messung an, wobei „statisch“ i. d. R. die Messung eines statischen elektrischen oder magnetischen Felds bedeutet, „dynamisch“ die Messung einer Wellenamplitude. Unter Prinzip ist das physikalische Messprinzip zu verstehen (mechanisch, elektrisch, magnetisch, thermisch, optisch, chemisch). Der Interaktionsraum mit dem Untersuchungsobjekt und die allgemeine normative Grundlage sind in den entsprechenden Spalten angegeben.
| Verfahren                            | Abkürzung | Dynamik   | Prinzip               | Interaktionsraum | Grundlage                            |
| ------------------------------------ | --------- | --------- | --------------------- | ---------------- | ------------------------------------ |
| Akustische Resonanzanalyse           | ART       | dynamisch | mechanisch            | Volumen          | DGZfP Richtlinie US06                |
| Bewehrungsortung (induktiv)          |           | statisch  | magnetisch            | Volumen          | DGZfP Merkblatt B02                  |
| Bewehrungsortung (kapazitiv)         |           | statisch  | elektrisch            | Volumen          | DGZfP Merkblatt B02                  |
| Bodenradar                           | GPR       | dynamisch | elektromagnetisch     | Volumen          | DGZfP Merkblatt B10                  |
| Dehnungsmessstreifen-Prüfung         | ST        | dynamisch | mechanisch            | Oberfläche       |                                      |
| Durchstrahlungsprüfung               | RT        | dynamisch | elektromagnetisch     | Volumen          | EN 444, EN 13068, EN 16016           |
| Feuchtemessung (kapazitiv)           |           | statisch  | elektrisch            | Oberfläche       | EN 13183-3                           |
| Feuchtemessung (resistiv)            |           | statisch  | elektrisch            | Oberfläche       | EN 13183-2                           |
| Impakt-Echo Verfahren                | IE        | dynamisch | mechanisch            | Volumen          | DGZfP Merkblatt B11                  |
| Potentialfeldmessung                 |           | statisch  | elektrochemisch       | Volumen          | DGZfP Merkblatt B03                  |
| Rückprallhammer                      |           | dynamisch | mechanisch            | Oberfläche       | EN 12504-2                           |
| Dichtheitsprüfung                    | LT        |           | chemisch              | System           | EN 1779, EN 13184, EN 13185, EN 1593 |
| Eindringprüfung                      | PT        |           | mechanisch            | Oberfläche       | ISO 3452                             |
| Zeitbereichsreflektometrie           | TDR       | dynamisch | elektromagnetisch     | Volumen          | DIN 19745                            |
| Infrarotthermografie                 | TT        | dynamisch | thermisch             | Oberfläche       | DIN 54190, DIN 54192, EN 13187       |
| Leitfähigkeitsprüfung                |           |           | elektrisch, thermisch | Volumen          | materialabhängig                     |
| magnetinduktive Methode              |           | statisch  | magnetisch            | Oberfläche       | ISO 2178                             |
| Magnetpulverprüfung                  | MT        | statisch  | magnetisch            | Oberfläche       | ISO 9934                             |
| Mikrowellenprüfung                   |           | dynamisch | elektromagnetisch     | Volumen          |                                      |
| Prozesskompensierte Resonanzprüfung  | PCRT      |           |                       |                  | ASTM E2534-10                        |
| Reflexionsspektroskopie              |           | statisch  | elektromagnetisch     | Oberfläche       |                                      |
| Röntgenfluoreszenzanalyse            |           | statisch  | elektromagnetisch     | Oberfläche       |                                      |
| Schallemissionsanalyse               | AT        | dynamisch | mechanisch            | Volumen          | EN 13554                             |
| Shearografie                         | ST        | dynamisch | optisch               | Oberfläche       |                                      |
| Visuelle Inspektion                  | VT        |           | optisch               | Oberfläche       | EN 13018, DGZfP Merkblatt B06        |
| Streufeldmessung                     | FT        | statisch  | magnetisch            | Volumen          | EN 10256                             |
| Ultraschallprüfung                   | UT        | dynamisch | mechanisch            | Volumen          | EN 583, DGZfP Merkblatt B04          |
| Vibrationsprüfung/Schwingungsanalyse | VA        | dynamisch | mechanisch            | System           | ISO 13373, DIN 45669                 |
| Wirbelstromprüfung                   | ET        | statisch  | elektrisch            | Oberfläche       | ISO 15549                            |

Weitere bekannte Verfahren können als Untergruppen der oben genannten Verfahren klassifiziert werden.
| Hauptverfahren         | Unterverfahren                                                  |
| ---------------------- | --------------------------------------------------------------- |
| Durchstrahlungsprüfung | Computertomographie, Röntgendurchstrahlung, Gammadurchstrahlung |
| Sichtkontrolle         | Endoskopie, Mikroskopie, Metallografie                          |

## Prüforganisationen
Werkstoffprüfungen werden von unterschiedlichen Einrichtungen vorgenommen. Dazu zählen in Deutschland auf Bundesebene die Bundesanstalt für Materialforschung und -prüfung und auf Landesebene die einzelnen Materialprüfanstalten. Zudem bieten verschiedene Prüforganisationen und wissenschaftliche Institute, wie das Fraunhofer-Institut für Zerstörungsfreie Prüfverfahren oder das Österreichische Research Center for Non Destructive Testing, Werkstoffprüfungen als Dienstleistung an.
Darüber hinaus gibt es mittelständische privatwirtschaftliche Prüforganisationen.
Die international akkreditierten Firmen sind in Deutschland organisiert in der Fachgesellschaft der akkreditierten Prüfgesellschaften, kurz F-GZP. In Österreich bildet die Österreichische Gesellschaft für zerstörungsfreie Prüfung den Dachverband der zerstörungsfreien Prüfung.